# Aldein
Aldein (tyskt uttal: [alˈdaɪn], italienska: Aldino [alˈdiːno]) är en ort och kommun i provinsen Sydtyrolen i regionen Trentino-Sydtyrolen i norra Italien. Kommunen har 1 620 invånare (2024), på en yta av 62,69 km². Enligt 2024 års folkräkning talar 97,89 % av befolkningen tyska, 1,85 % italienska och 0,26 % ladinska som modersmål.

## Orter
Orter (località) i kommunen Aldein med fler än 20 invånare (inom parentes invånarantal 2021):

- Aldein/Aldino (590)
- Oberradein/Redagno di Sopra (48)
- Mitterstrich (76)
- Neuradein/Nuova Redagno (66)
- Wildeich (127)
- Hohlen/Olmi (39)
- Unterradein/Redagno di Sotto (73)